# Diablo Cody
Brook Maurio (Illinois, 1978. június 14.–), szakmai nevén Diablo Cody, amerikai író és producer. Őszinte blogjával és az azt követő memoárjával, a Candy Girl: A Year in the Life of an Unlikely Stripper (2005) című könyvével szerzett elismerést. 

## Élete
Diablo Cody Brook Busey néven született 1978. július 14-én az Illinois állambeli Lemontban, Chicago külvárosában, ahol ő és idősebb testvére, Marc is nevelkedett. Pam és Greg Busey lánya. Édesanyja olasz származású, édesapja pedig német felmenőkkel rendelkezik. Cody apostoli keresztényként nevelkedett, és az Illinois állambeli Lisle-ben található Benet Academy római katolikus iskolába járt. Ebben az időben a Brook nevet használta.
2000-ben diplomázott az Iowai Egyetemen média szakon. Az Iowai Egyetemen az egyetemi főkönyvtár beszerzési osztályán dolgozott. Első munkahelye egy chicagói ügyvédi irodában végzett titkársági munka volt, később pedig a Twin Cities-i rádióállomásokon sugárzott reklámok szövegének lektorálásával foglalkozott.

## Magánélete
Emlékirataiban Cody szeretettel írt barátjáról, "Jonny"-ról (Jon Hunt). 2004-től 2007-ig voltak házasok, ez idő alatt a magánéletben Brook Busey-Hunt néven volt ismert.
2010. április 6-án Cody bejelentette, hogy első gyermekét várja férjével, Dan Maurióval, aki a Chelsea Lately című műsorban dolgozott, ahol Cody is gyakran szerepelt "kerekasztal" vendégként. A pár 2009 nyarán házasodott össze. A fiuk 2010-ben született. Cody 2012-ben megszülte második gyermekét. 2018-tól Cody és Maurio három gyermeket nevelnek.
2008 óta Cody Los Angelesben él.
Cody a forgatókönyvíró Dana Fox (Míg a jackpot el nem választ, Páros mellékhatás) és Lorene Scafaria (Dalok ismerkedéshez) barátnői, és gyakran írják együtt a forgatókönyveiket, hogy tanácsokat kapjanak egymástól.
A georgiai abortuszellenes törvények fényében kijelentette, hogy megbánta, hogy megírta a Juno című filmet, mivel azt "abortuszellenes" filmnek tekintették.
Cody egész életében a hullámvasutazás kedvelője, és a jobb karján a Belmont Parkban (San Diego) található Giant Dipper tetoválás látható.

## Filmográfia

### Film

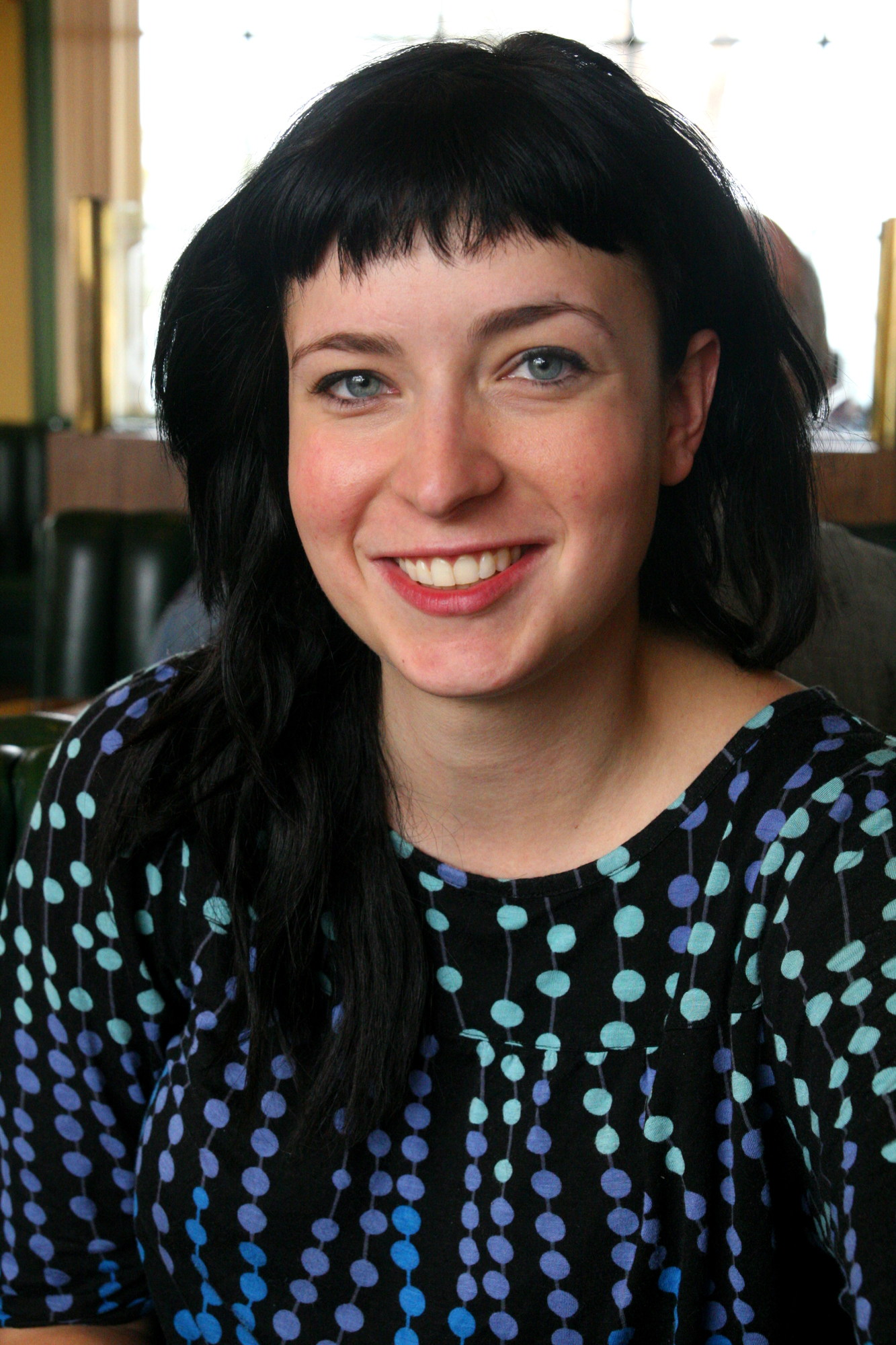
2008 januárjában

| Év   | Cím                     | Munkakör | Munkakör | Munkakör | Megjegyzés             | Hiv.   |
| Év   | Cím                     | Rendező  | Író      | Producer | Megjegyzés             | Hiv.   |
| ---- | ----------------------- | -------- | -------- | -------- | ---------------------- | ------ |
| 2007 | Juno                    | Nem      | Igen     | Nem      |                        |        |
| 2009 | Ördög bújt beléd        | Nem      | Igen     | Részben  |                        | [ 16 ] |
| 2010 | Tight                   | Nem      | Igen     | Nem      | Rövidfilm              | [ 17 ] |
| 2010 | Díva                    | Nem      | Részben  | Nem      | Szkript felülvizsgálat | [ 18 ] |
| 2011 | Pszichoszingli          | Nem      | Igen     | Igen     |                        | [ 19 ] |
| 2013 | The Magic Bracelet      | Nem      | Igen     | Nem      | Rövidfilm              | [ 20 ] |
| 2013 | Gonosz halott           | Nem      | Részben  | Nem      | Szkript felülvizsgálat | [ 21 ] |
| 2013 | Kitérek a hitemből      | Igen     | Igen     | Részben  |                        | [ 22 ] |
| 2015 | Dübörög a szív          | Nem      | Igen     | Igen     |                        | [ 23 ] |
| 2018 | Pszichoanyu             | Nem      | Igen     | Igen     |                        | [ 24 ] |
| 2024 | Lisa Frankenstein       | Nem      | Igen     | Igen     |                        |        |
| TBA  | Untitled Madonna biopic | Nem      | Igen     | Nem      |                        | [ 25 ] |

### Televízió
| Év        | Cím                | Munkakör | Munkakör | Munkakör | Hálózat            | Megjegyzés                   | Hiv.   |
| Év        | Cím                | Készítő  | Író      | Producer | Hálózat            | Megjegyzés                   | Hiv.   |
| --------- | ------------------ | -------- | -------- | -------- | ------------------ | ---------------------------- | ------ |
| 2009–2011 | Tara alteregói     | Igen     | Igen     | Vezető   | Showtime           | 36 epizód                    | [ 26 ] |
| 2010      | Childrens Hospital | Nem      | Igen     | Nem      | Adult Swim         | Epizód: "Show Me on Montana" |        |
| 2015–2017 | One Mississippi    | Igen     | Igen     | Vezető   | Amazon Prime Video | 12 epizód                    | [ 27 ] |
| TBA       | Pindur pandúrok    | Nem      | Igen     | Vezető   | The CW             | Fejlesztés alatt             | [ 28 ] |

#### Színészként
| Év   | Cím                     | Szerep           | Megjegyzés                              |
| ---- | ----------------------- | ---------------- | --------------------------------------- |
| 2008 | Sunday Morning Shootout | Önmaga           | Epizód: "#5.13"                         |
| 2009 | 90210                   | Önmaga           | Epizód: "Okaeri, Donna!"                |
| 2011 | Robot Chicken           | Különböző hangok | Epizód: "Catch Me If You Kangaroo Jack" |

## Fordítás
- Ez a szócikk részben vagy egészben  a   Diablo Cody című angol Wikipédia-szócikk fordításán alapul.  Az eredeti cikk szerkesztőit annak laptörténete sorolja fel. Ez a jelzés csupán a megfogalmazás eredetét és a szerzői jogokat jelzi, nem szolgál a cikkben szereplő információk forrásmegjelöléseként.